# Орловско полесје
Орловско полесје (рус. Орловское Полесье) је национални парк и заштићено подручје у Русији.
Налази се у средишњем делу Централне руске висије, у Орловској области, на површини од 77,745 ха. Основан је по декрету Руске Владе број 6, 9. јануара 1994. године.

## Географија
Национални парк Орловско полесје налази се на раскрсници две природне климатске зоне - широколиснатих шума и шумске степе.
Територија парка је брдовита равница. Површина је уздигнута и испресецана речним долинама, шљунковима и сливовима.
Речни системи у парку припадају сливу реке Оке. Главна река је Витебет. У парку постоје извори, што доводи до бројних токова.

## Вегетација
У националном парку превладавају мешовите шуме. Флора у парку обухвата више од 860 врста, укључујући 173 врсте ретких и угрожених биљака.
Најчешће су:
- бели бор
- европска смрека
- храст
- бреза
- липа
- јасика
- јавор
- јасен
- јова

Само на територији парка налази се више од 30 ретких и заштићених биљака, од којих су неке:
- водени орашак
- сремуш
- Pulsatilla patens
- сибирски ирис
- чуваркућа
- царска круна
- месечница

## Животињски свет
Због разноликости и богатства фауне, национални парк је јединствен. Постоји 267 врста кичмењака, од којих су највећи број птица 174 врсте, 49 врста сисара, 26 врста риба, 11 водоземаца, 7 гмизаваца. Од којих су неке:
- велики тетреб
- љештарка
- црна жуна
- степска ласица
- пољска јаребица
- степски мрмот
- препелица
- обични јелен
- лос
- обични рис
- срна
- дивља свиња
- дабар
- видра
- визон
- бизамски пацов

Фауна националног парка обухвата 87 врста ретких животиња. Од којих су неке:
- мнемозина
- дугоноса кечига
- црни орао
- орао кликташ
- сури орао
- змијар
- црна рода
- велики сврашак
- европски бизон
- Nyctalus lasiopterus

На територији парка живи 208 бизона, који су наведени у Црвеној књизи, а такође је у току и рад на обнављање популације сибирске воденкртице — старе ендемске врсте у Русији.
Према зимској регистрацији у јануару 2012. год. на територији парка је живело 173 (укључујући двадесетак младих рођених у 2011. год.).

## Историјске легенде
Орловско полесје је крај легенди. Једна од њих говори о руском заштитнику Илији Муромецу како је у Орловским шумама убио Славуја-разбојника, који је могао да убија путнике својим моћним звиждуком. 

## У књижевности
У орловском полесју је смештена радња збирке приповедака Ловчеви записи, Ивана Тургењева.